# Лоретто (Теннессі)
Лоретто (англ. Loretto) — місто (англ. city) в США, в окрузі Лоуренс штату Теннессі. Населення — 1739 осіб (2020).

## Географія
Лоретто розташоване за координатами 35°4′51″ пн. ш. 87°26′22″ зх. д. / 35.08083° пн. ш. 87.43944° зх. д. (35.080971, -87.439560).  За даними Бюро перепису населення США в 2010 році місто мало площу 10,20 км², з яких 10,18 км² — суходіл та 0,02 км² — водойми.

## Демографія
Згідно з переписом 2010 року, у місті мешкало 1714 осіб у 716 домогосподарствах у складі 494 родин. Густота населення становила 168 осіб/км².  Було 784 помешкання (77/км²).
Расовий склад населення:
| - 96,3 % — білих - 0,4 % — корінних американців - 0,4 % — азіатів - 0,2 % — чорних або афроамериканців - 1,5 % — осіб інших рас |

До двох чи більше рас належало 1,2 %. Частка іспаномовних становила 1,8 % від усіх жителів.
За віковим діапазоном населення розподілялося таким чином: 21,8 % — особи молодші 18 років, 57,4 % — особи у віці 18—64 років, 20,8 % — особи у віці 65 років та старші. Медіана віку мешканця становила 43,7 року. На 100 осіб жіночої статі у місті припадало 90,4 чоловіків;  на 100 жінок у віці від 18 років та старших — 87,9 чоловіків також старших 18 років.
Середній дохід на одне домашнє господарство  становив 50 382 долари США (медіана — 40 793), а середній дохід на одну сім'ю — 57 922 долари (медіана — 50 179). Медіана доходів становила 41 855 доларів для чоловіків та 26 250 доларів для жінок. За межею бідності перебувало 12,8 % осіб, у тому числі 12,0 % дітей у віці до 18 років та 9,5 % осіб у віці 65 років та старших.
Цивільне працевлаштоване населення становило 908 осіб. Основні галузі зайнятості: освіта, охорона здоров'я та соціальна допомога — 28,0 %, виробництво — 18,8 %, роздрібна торгівля — 13,1 %, будівництво — 9,6 %.